# 金玉顶石屋
金玉顶石屋，位于中国福建省上杭县临城镇白玉村上圆山，宋代始建，明代重修，为高僧闭关坐禅处。坐西北朝东南，建筑面积25平方米。仿木构石屋，硬山顶，抬梁式木构架，面阔、进深均三间。屋内有石雕须弥座禅台等。附属文物香林墓塔，明崇祯五年（1632年）始建，为明代高僧香林大师藏骨塔。2005年5月11日公布为第六批福建省文物保护单位。